# Кнапинский, Владислав
Владислав Кнапинский (пол. Władysław Knapiński, 1838 — 20 марта 1910) — польский библиовед, профессор и ректор Ягеллонского Университета.

## Биография
Детство, юношеские и студентские годы (Духовная Семинария Св. Иакова и Духовная Римско-Католическая Академия в Варшаве). Иерейские рукоположение принял в 1862 году. В 1863 году получил звание кандидата теологии и получил должность библиотекаря академии. После закрытия варшавской Духовной Академии в 1867 году стал катехетом в школе и прогимназии в уезде. За отказ обучать на русском языке 1869 года был лишен учительской должности и стал викарием в приходе Св. Креста.
С 1865 года был постоянным сотрудником «Католического Просмотра». Был одним из редакторов и издателем «Церковная Энциклопедия Церковной Энциклопедии» Новодворского. В 1883 году был назначен почётным варшавским каноником. В 1887 г.
Духовная Римско-Католическая Академия в Петербурге присвоил ему звание доктора теологии.
После нескольких лет раздумий, решил оставить Варшаву и в 1888 году принять кафедру Ветхого Завета и семитских языков на Теологический Отдел Ягеллонского Университета. Этого самого года Академия Знаний включила в. Кнапинского в Историческую Комиссию, а после двух лет в Комиссию для Исследований в Области Истории Литературы и Образования в Польше и в издательский комитет «Библиотеки Польских Писателей».
В академических 1889—1890 годах, 1893—1894, 1901—1902 и 1906—1907 был деканом Теологического Отдела, а в 1897 году был единогласно избран на ректора Ягеллонского Университета. Будучи публицистом, занимался ситуацией Католической Церкви в Российской империи и часто о ней писал на страницах «Дневника Познанского» и «Познанского Курьера» а также других газет и журналов. Как писал Чеслав Лехицкий, автор биографии Кнапинского в «Польском Биографическом Словаре», существует 66 отпечаток его артикулов на эту тему. Автор труда — «Дело костел в Остроге на Волыни» («Sprawa o kościół w Ostrogu na Wołyniu») (Львов 1892, изд. 2 — Белый Дунаец — Острог, 2000) — голос о защите католиков в латинском обряде на Волыни и вместе с тем прекрасное свидетельство их привязанность к Вселенской Церкви. Кроме этого в. Кнапинский является, в частности, автором очень обширных статей: «Письмо к определённому католического священника» («пол. List do pewnego kapłana katolickiego») (Краков 1893), «О кресты под российским правлением» («пол. O krzyżach pod rządem rosyjskim») (Познань 1893).
Владислав Кнапинский также интересовался и собирал документы о преследовании униатов на Холмщине и представил их русскому царю. «Рассказы из русского „государственно-церковного права“» («пол. Opowiadania z rosyjskiego „prawa państwowo-kościelnego“») (Познань, 1890) были переведены на немецкий язык. В 1909 году вышел на пенсию.
Умер 20 марта 1910 года. Был отмечен папским золотым крестом «Pro Ecclesia et Pontifice» (1903).